# Galdino Siqueira
Galdino Siqueira (Mococa, SP, Brasil, 2 de janeiro de 1872 - Rio de Janeiro, RJ, Brasil, 24 de agosto de 1961) — muitas vezes referido, erroneamente, como Galdino de Siqueira — foi um jurista brasileiro que, tendo sido autor de anteprojeto de Código Penal na década de 1910, promotor do caso do assassinato do Senador José Gomes Pinheiro Machado naquela década e autor da obra Direito Penal brasileiro sobre o Código Penal de 1890, se tornou famoso por ter sido o primeiro a procurar edificar e consolidar a legislação, a jurisprudência e a doutrina penalistas como elementos constitutivos de uma verdadeira Ciência.

## Biografia
Além de processualista, criminalista e penalista — tendo sido autor de sete livros, cinco dissertações e nove artigos —, afora codificador — sendo de sua autoria um projeto de Código de Processo Civil e o Código de Organização Judiciária do antigo Distrito Federal — e Promotor Público (do Ministério Público tanto da antiga Província de São Paulo quanto do antigo Distrito Federal), ele foi Advogado, Curador Geral de Órfãos e Ausentes daquele Parquet, Juiz de Direito do Poder Judiciário e Desembargador da Corte de Apelação do antigo Distrito Federal, e professor catedrático da antiga Faculdade de Direito Teixeira de Freitas (redenominada como Faculdade de Direito do Estado do Rio de Janeiro e Faculdade de Direito de Niterói), a qual veio a se tornar, em 1965, a atual Faculdade de Direito da Universidade Federal Fluminense.

## Obra literária de Galdino Siqueira
- DISCURSOS PRONUNCIADOS EM SESSÃO SOLENE DA FACULDADE DE DIREITO DE NITERÓI, POR OCASIÃO DA COLAÇÃO DE GRAU DOS BACHARELANDOS, EM 28 DE DEZEMBRO DE 1939, PELO PARANINFO, PROF. DES. GALDINO, E PELO ORADOR OFICIAL DA TURMA, BACHARELANDO JOSÉ JOAQUIM MORAES ANDRADE. 1ª ed. Niterói: Dias Vasconcelos, 1939. Encadernado como "Miscelânea" de "Direito".
- Prática Forense ou Repositório completo de jurisprudência prática organizado de acordo com o programa da cadeira de Prática Forense da Faculdade de Direito de São Paulo. Parecer de Levindo Ferreira Lopes. 1ª ed. Dois Córregos: Moysés Campos Aguiar, 1907.
- Curso de Processo Criminal. 1ª ed. São Paulo: Centro de Propaganda Católica, 1910.
- O estado civil: nascimentos, casamentos e óbitos: teoria e prática. 1ª ed. Rio de Janeiro, São Paulo: Magalhães, 1911.
- A extradição. 1ª ed. Dois Córregos: A Minerva, 1912. Encadernado como "Teses e dissertações de S. Paulo".
- O 'impeachment' no regime constitucional brasileiro. 1ª ed. Dois Córregos: A Minerva, 1912. Encadernado como "Teses e dissertações de S. Paulo".
- Metodologia jurídica. 1ª ed. Jaú: Comércio do Jaú. 1912. Encadernado como "Teses e dissertações de S. Paulo".
- Projeto de Código Penal brasileiro. 1ª ed. Rio de Janeiro: Jornal do Brasil, Revista da Semana, 1913.
- "O crime continuado no Direito Penal brasileiro". In: Revista do Supremo Tribunal, vol. 1, nº 1, II parte, seção 1ª. 1ª ed. Rio de Janeiro: Supremo Tribunal Federal, abr. de 1914.
- Curso de Processo Criminal. 2ª ed. São Paulo: Magalhães, 1917.
- O assassinato do General Pinheiro Machado: orações produzidas pelo Dr. Galdino Siqueira, 6º Promotor Público da Capital Federal, e seus auxiliares Drs Gumercindo Ribas e Flores da Cunha, na sessão do Júri realizada a 24 de julho de 1917, sob a Presidência do Dr. Manoel da Costa Ribeiro. 1ª ed. Rio de Janeiro: Jacintho Ribeiro dos Santos, 1917.
- "Vigilância das sociedades operárias. Greves. Identificação de trabalhadores do Estado ou de repartições dele dependentes. A Polícia e os menores empregados e operários". In: Anais da Conferência Judiciária-Policial, 1º vol.: teses. Rio de Janeiro: Imprensa Nacional, 1918.
- "A perícia nos crimes de incêndio". [s. l.]: [s. ed.], circa 1918.
- Pode ser adotada no Código Penal brasileiro pena relativamente indeterminada, para os criminosos corrompidos e corrigíveis, como medida geral e uniforme para todo o País, tendo-se em vista a competência legislativa dos Estados nos termos da Constituição Federal?. In: Revista Forense, vol. 41. Belo Horizonte: Imprensa Oficial do Estado de Minas Gerais, jul.-dez. de 1920.
- "A escalada". In: Revista Forense, vol. 34. Belo Horizonte: Imprensa Oficial do Estado de Minas Gerais, jul.-dez. de 1920.
- Curso de Processo Criminal. 2ª ed. rev. e aum. 3º milheiro. São Paulo: Magalhães, 1924.
- "Letalidade das lesões corporais". In: Revista Forense, nº 44. 1ª ed. Rio de Janeiro: Forense, jan.-jun. de 1925.
- Projeto de Código de Processo Civil do Distrito Federal. [s. l.]: [s. ed.], circa 1930.
- Direito Penal brasileiro. Prefácio de Esmeraldino Bandeira. 2ª ed. corr. e aum. Rio de Janeiro: Jacinto, 1932.
- Código de Organização Judiciária do Distrito Federal. [s. l.]: [s. ed.], circa 1933.
- Curso de Processo Criminal. 2ª ed. rev. e aum. 6º milheiro. São Paulo: Magalhães, 1937.
- "Objeto da Ciência Penal, formas de governo, a nova Democracia". In: Revista Forense, vol. 35, nº 73. 1ª ed. Rio de Janeiro: Forense, fev. de 1938.
- "A interpretação progressiva no Direito Penal". In: Revista Forense, vol. 35, nº 73. 1ª ed. Rio de Janeiro: Forense, mar. de 1938.
- Código Penal brasileiro. 1ª ed. Rio de Janeiro: Jacinto, 1940.
- "Ação penal". In: Revista Forense, vol. 42, nº 103. 1ª ed. Rio de Janeiro: Forense, ago. de 1945.
- "Da bigamia". In: Revista Forense, ano 44, vol. 111. 1ª ed. Rio de Janeiro: Forense, mai. de 1947.
- Tratado de Direito Penal. 2ª ed. rev. e atual. Rio de Janeiro: José Konfino, 1950.
- Direito Penal brasileiro. Prefácio de Laurita Hilário Vaz. 3ª ed. fac-sím. Brasília: Senado Federal, Conselho Editorial, 2003. Coleção "História do Direito brasileiro".

## Obra literária sobre Galdino Siqueira
- DRUMOND, José Eduardo Pizarro. "Galdino  Siqueira e a Ciência Penal no Brasil". In: Revista Forense, vol. 49, nº 139. 1ª ed. Rio de Janeiro: Forense, jan./fev. de 1952.
- DUTRA, Mário Hoeppner. "A evolução do Direito Penal e o Júri". In: Revista dos Tribunais, ano 63, nº 460. 1ª ed. São Paulo: Revista dos Tribunais, fev. de 1974.
- ________. "A evolução do Direito Penal e o Júri". In: Revista Forense, ano 71, nº 249. 1ª ed. Rio de Janeiro: Forense, jan.-mar. de 1975.
- FRAGOSO, Fernando. "Em homenagem a Galdino Siqueira". Disponível em: <http://www.iabnacional.org.br>. Acesso em 20/03/2012.
- HUNGRIA, Nelson. "O novo Código Penal". In: Arquivo Judiciário (Suplemento), vol. LIX. 1ª ed. Rio de Janeiro: Jornal do Comércio, jul.-set. de 1941.
- ________. "A evolução do Direito Penal brasileiro nos últimos 25 anos". In: Arquivo Judiciário (Suplemento), vol. 66. 1ª ed. Rio de Janeiro: Jornal do Comércio, abr.-jun. de 1943.
- ________. "A evolução do Direito Penal brasileiro". In: Revista Forense, ano 40, vol. 95. 1ª ed. Rio de Janeiro: Forense, jul. de 1943.
- LIMA, Sebastião Rodrigues. "Galdino Siqueira: o Magistrado, o intelectual, o homem". In: Revista do Instituto dos Advogados Brasileiros, ano XVII, nº 60. 1ª ed. Rio de Janeiro: Instituto dos Advogados Brasileiros, 1º sem. de 1983.
- LYRA, Roberto. Como julgar, como defender, como acusar. 1ª ed. Rio de Janeiro: José Konfino, 1975. Série "Clássicos da literatura jurídica brasileira".
- PAIXÃO, Daniel Pugliese da. Cem anos do Código que nunca existiu: os passos e traços de Galdino Siqueira. Apresentação de Bolívar Iglesias. 1ª ed. Rio de Janeiro: Lumen Juris, 2014.
- PAULO FILHO, Pedro. Grandes Advogados, grandes julgamentos: no Júri e noutros Tribunais. 1ª ed. São Paulo: Ordem dos Advogados do Brasil, Departamento Editorial, 1989.
- SIQUEIRA NETTO, Galdino. Galdino Siqueira. Rio de Janeiro: [s. ed.], [s. d.].